# لي وي
لي وي (بالصينية: 李微) (18 مارس 1985 ببكين في الصين - ) هو لاعب كرة قدم صيني في مركز الوسط. لعب مع شاندونغ لونينغ ونادي ووهان.

## وصلات خارجية
- لي وي على موقع قاعدة بيانات كرة القدم.إي يو (الإنجليزية)
- لي وي على موقع Soccerway.com (الإنجليزية)
- لي وي على موقع عالم كرة القدم.نت (الإنجليزية)
- لي وي على موقع اللجنة الأولمبية الصينية (الإنجليزية)